# Міра Співак
Мі́ра Співа́к (англ. Mira Spivak) (7 грудня 1934, Рівне, Україна) — канадська політична діячка, сенатор від Манітоби. Навчалася у Манітобському університеті.
Вона була призначена до Сенату за рекомендацією тодішнього прем'єр-міністра Брайана Малруні у 1986 році як прогресивний консерватор (ПК). Вона відмовилася приєднатися до Консервативної партії Канади, коли партія ПК об'єдналася з Канадським альянсом у 2003 році, і згодом покинула фракцію консерваторів, щоб засідати в Сенаті як незалежний депутат 3 лютого 2004 року. Співак пішла у відставку з Сенату 12 липня 2009 року, після досягнення обов'язкового пенсійного віку 75 років. Вона є вдовою політика з Манітоби Сідні Співака.